# 夏海碧
夏海 碧（なつみ あおい、1988年2月17日 - ）は、日本のAV女優。
沖縄県出身。身長：157cm。スリーサイズ：B82・W57・H82。血液型：O型。趣味、特技：水泳・ダンス・ボディボード。

## 略歴
- 2008年に『FIRST IMPRESSION 30』でAVデビュー。
- 2010年、ハスラーに所属。[1]
- 2011年、蓮見あやかへ改名。[2]

## 出演作品

### アダルトビデオ
2008年
- FIRST IMPRESSION 30 夏海碧（1月1日、アイデアポケット）[3]
- BEAUTIFUL GIRL 夏海碧（2月1日、アイデアポケット）[3]
- ANGEL HIGH SCHOOL DX 夏海碧（3月1日、アイデアポケット）[3]
- ナースのおちごと 夏海碧（4月1日、アイデアポケット）[3]
- MAX MOSAIC VOL.19 夏海碧（5月1日、アイデアポケット）[3]

2011年
- 未亡人 背徳の若妻肉欲奴隷（6月20日、STAR PARADISE）
- ディープレズビアン〜秘め百合姉妹〜2（8月12日、クリスタル映像）
- セールスレディーと女装アクメ（8月31日、フェ地下）

### オリジナルビデオ
- 人妻理佳の償い IKIGAO（8月3日、アースゲート）

### 映画
- 淫虐令嬢 吸いつく舌（2011年7月公開、オーピー映画）主演
- 婚前生だし 未熟な腰つき（2011年10月公開、オーピー映画）主演